# Ignace Perrine
 (septembre 2012).
Si vous disposez d'ouvrages ou d'articles de référence ou si vous connaissez des sites web de qualité traitant du thème abordé ici, merci de compléter l'article en donnant les références utiles à sa vérifiabilité et en les liant à la section « Notes et références ».
Pour les articles homonymes, voir Perrine.
Ignace Perrine, né le 9 septembre 1912 dans le village de Vainqueur à Rodrigues, fut le premier facteur de l’île.
Ignace est né dans la petite île de Rodrigues au sein d’une fratrie de quatre enfants. Il était enseignant à l’école primaire de Baie aux Huîtres et devint par la suite le premier facteur de Rodrigues. Il assura les distributions de courrier du bureau de poste de Port Mathurin à travers l’île, à pied.
Catholique pratiquant, Ignace Perrine reçut la décoration papale Pro Ecclesia et Pontifice le 23 mai 1979. Il mourut en mai 1992.